# معركة انزاك كوف الثانية
معركة انزاك كوف الثانية أو معركة أريبورنو الثانية في 27 أبريل 1915 هو هجوم القوات العثمانية على القوات الدفاعية البريطانية المتواجدة في انزاك كوف، بعد معركة انزاك كوف الأولى خلال الحرب العالمية الأولى.

## أقرأ إيضاً
- معركة انزاك كوف الأولى
- معركة انزاك كوف الثالثة